# Список керівників держав 320 року
Список керівників держав 320 року — це перелік правителів країн світу 320 року
Список керівників держав 319 року — 320 рік — Список керівників держав 321 року — Список керівників держав за роками

## Європа
- Боспорська держава — цар Рескупорід VI (303-342), правив разом з царем Радамсад (308-323)
- Думнонія — король Донольт (305-340)
- Ірландія — верховний король Фіаха Срайбтіне (285-322)
- Римська імперія (період тетрархії)
  - на сході правив імператор Ліциній (313-324)
  - на заході правив імператор Костянтин Великий (308-337)
- Святий Престол — папа римський Сільвестр I (314-335)

## Азія
- Велика Вірменія — цар Трдат III (287-330)
- Диньяваді (династія Сур'я) — раджа Мандала Сур'я (313-375)
- Іберійське царство — цар Міріан III (284-361)
- Індія
  - Царство Вакатаків — імператор Праварасена I (270-330)
  - Імперія Гуптів — магараджа Чандрагупта I (320-335)
  - Західні Кшатрапи — махакшатрап Рудрасимха II (304-348)
  - Кушанська імперія — великий імператор Чху (310-325)
  - Династія Паллавів  — махараджа Сімха-варман I (315-345)
  - Раджарата — раджа Сірімегхаванна (304-332)
- Китай (Період шістнадцяти держав)
  - Династія Дай — цар Тоба Юйлюй (316-321)
  - Династія Пізня Чжао — ван Ші Ле (319-333)
  - Династія Рання Лян — князь Чжан Ші (314-320), його змінив князь Чжан Мао (320-324)
  - Тогон — Муюн Туян (317-329)
  - Династія Цзінь — імператор Сима-Жуй (Юань-ді) (317-322)
  - Династія Чен — імператор Лі Сюн (303-334)
  - Династія Рання Чжао — імператор Лю Яо (318-329)
- Корея
  - Кая (племінний союз) — кимгван Коджиль (291-346)
  - Когурьо — тхеван (король) Мічхон (300-331)
  - Пекче — король Пірю (304-344)
  - Сілла — ісагим (король) Хирхе (310-356)
- Паган — король Ін Мін Пайк (299-324)
- Персія
  - Бактрія і Гандхара — кушаншах Пероз II (300-325)
  - Держава Сасанідів — шахіншах Шапур II (309-379)
- Ліньї — Фам Дат (284—336)
- Сипау (Онг Паун) — Со Хом Па (309-347)
- Хим'яр — цар Таран Їханим (315-340)
- Чампа — князь Фан Ї (286-334)
- Японія — імператор Нінтоку (313-399)

## Африка
- Аксумське царство — негус Елла Ескунді (298-334)
- Царство Куш — цар Малекеребар (314-329)

## Північна Америка
- Цивілізація Майя
  - місто Тікаль — цар Кинич-Муван-Холь I (317-359)